# Governo Sharon II
Il Governo Sharon II è stato il 30º governo di Israele, il secondo guidato da Ariel Sharon.